# Joseph Pouliquen
Pour les articles homonymes, voir Pouliquen.
Joseph Pouliquen, né le 20 novembre 1897 à Saint-Malo et mort le 24 septembre 1988 à Paris, est un aviateur français de la Seconde Guerre mondiale. Il est compagnon de la Libération.

## Biographie
En mars 1915, à l'âge de 17 ans, il s'engage pour participer à la Première Guerre mondiale. Il est incorporé au 176e régiment d'infanterie qui prend part à la bataille des Dardanelles. Il sert ensuite au sein du 26e régiment d'infanterie, lorsqu'il est blessé en avril 1917 au cours de la bataille du Chemin des Dames. Déclaré inapte à la vie dans les tranchées, l'aspirant Joseph Pouliquen obtient son brevet de pilote militaire le 22 janvier 1918 à l'école d'aviation de Chartres, future base aérienne 122 Chartres-Champhol et il prend les commandes d'un Breguet XIV. Démobilisé en 1919, il décide de faire carrière dans la presse, notamment pour les quotidiens L'Intransigeant et Paris-Soir.
Fin 1939, il est mobilisé à Toulouse-Francazal, puis Orly, comme capitaine de réserve. Démobilisé à Oran après l'armistice, il retourne à Saint-Malo. Il décide de poursuivre le combat et de rejoindre la France Libre. Il parvient à passer en zone libre où, à Lyon, il retrouve les membres de Paris-Soir. Il obtient ainsi un "ordre de mission" d'envoyé spécial, chargé d'effectuer un reportage en Afrique. En avril 1941, Joseph Pouliquen réussit à gagner Oran, puis après de nombreuses pérégrinations, arrive jusqu'à Freetown (Sierra Leone), où le 29 septembre 1941, il signe son engagement (Mle no 31350) dans les Forces aériennes françaises libres. Le général Valin, commandant l'aviation des Forces aériennes, lui demande de se rendre à Beyrouth où il est nommé, en novembre 1941, commandant-adjoint du groupe de chasse Alsace.
Le 25 janvier 1942, il prend la tête du groupe de chasse Alsace, sur les rives du canal de Suez. Quelques jours plus tard, il prend également, pour deux mois, le commandement du Groupe de bombardement Lorraine dont le personnel est envoyé immédiatement au repos en Syrie. Il est promu au grade de commandant le 15 mars 1942.
Du 1er septembre 1942 au 22 février 1943 le commandant Joseph Pouliquen est le chef du Groupe de Chasse no 3 « Normandie »
Il rejoint, en juin 1943, le Groupe de bombardement Lorraine où il est nommé adjoint au colonel de Rancourt, commandant le groupe.
En février 1944, il est nommé adjoint au colonel Corniglion-Molinier commandant les FAFL en Grande-Bretagne et affecté en qualité d'officier supérieur de liaison auprès du commandement britannique du Wing 145 pour les opérations en Normandie, au Nord de la France et en Belgique. Promu lieutenant-colonel en mars 1945, il retourne au combat avec le groupe de bombardement Lorraine à la fin du mois d'avril 1945.
Démobilisé en 1946, Joseph Pouliquen s'établit comme antiquaire à Saint-Paul-de-Vence. En 1974, il retourne vers sa ville natale de Saint-Malo.
Joseph Pouliquen est décédé le 24 septembre 1988 à l'Institution nationale des Invalides à Paris. Il est inhumé à Saint-Méloir-des-Ondes.

## Distinctions
- Grand officier de la Légion d'honneur
- Compagnon de la Libération par décret du 16 octobre 1945[2]
- Médaille militaire
- Croix de guerre 1914-1918 (4 citations)
- Croix de guerre 1939-1945 (2 citations)
- Croix de guerre des Théâtres d'opérations extérieurs (1 citation)
- Médaille coloniale avec agrafe "Libye"
- Ordre de l'Empire britannique à titre militaire (officier)
- Ordre de la Guerre patriotique 1re classe (URSS)
- Croix de guerre 1939-1945

## Sources
1. ↑  Relevé des fichiers de l'Insee
2. 1 2  « Joseph POULIQUEN », sur Musée de l'Ordre de la Libération (consulté le 14 mai 2022)
3. ↑  « Commandant Joseph POULIQUEN », sur normandieniemen.free.fr (consulté le 27 juin 17)
4. ↑  « Pouliquen Joseph », sur www.absa3945.com (consulté le 27 juin 17)